# ソウ6
『ソウ6』（SAW VI）は、2009年公開のアメリカ映画。日本ではR15+指定。

## 概要
『ソウ』シリーズの第6作目。
これまでのシリーズ全作の編集を担当してきたケヴィン・グルタートが監督を務める。

## ストーリー
薄暗い廃墟の一室で2人の人間が目を覚ます。名はシモーネとエディ。悪徳金利業者である2人はジグソウの標的に選ばれ、その身を削るゲームを強いられた。
ホフマン刑事はFBI捜査官ストラムを罠へと誘い込み、殺害した。生き延びたホフマンはストラムをジグソウの後継者に思わせるべく画策し、行動を始める。
ジグソウの死後、凄惨なゲームが行われた事件現場でストラムの上司であったエリクソン捜査官が自ら検証を進めていた。状況証拠はストラムがジグソウの後継者と示しているがそれに疑問を抱き、担当刑事であるホフマンに本格的な共同捜査を申し出る。
ジョン・クレイマーの前妻ジル・タックは夫との思い出に浸りながら、自身に託された遺言と遺品に思い悩んでいた。ジグソウとして使命を全うした夫と麻薬中毒から立ち直ったアマンダ・ヤングの姿を思いながら、ついにジルも行動を決意する。
アンブレラ保険会社の副社長ウィリアム・イーストンは突然拉致され、目を覚ますと体を拘束されていた。
またしても始まる新しいゲーム。このゲームを最前列で見ている者が、ジグソウの真の後継者なのか。その後継者は誰なのか。

## 登場人物

### 殺人鬼
ジグソウ / ジョン・クレイマー
演 - トビン・ベル、日本語吹替 - 石田太郎
その名を轟かす連続猟奇殺人犯。死してなお、彼の仕事は続いていく。
マーク・ホフマン
演 - コスタス・マンディロア、日本語吹替 - 仲野裕
ジグソウの役を引き継ぎ、暗躍する刑事。その立場から、残虐な衝動に駆られていく。

### ゲーム参加者
ウィリアム・イーストン
演 - ピーター・アウターブリッジ、日本語吹替 - 横島亘
保険会社の重役。生前のジョンとはビジネス上で接触があり、ある理由から残酷なゲームに参加させられる。
パメラ・ジェンキンス
演 - サマンサ・レモール、日本語吹替 - 不明
ジャーナリスト。ウィリアムの妹。ゲーム参加者。
デビー
演 - キャロライン・ケーブ、日本語吹替 - 不明
アンブレラ保険会社の法務責任者の女性。ゲーム参加者。
ハンク
演 - ジェリー・メンディシーノ、日本語吹替 - 不明
アンブレラ保険会社の用務員の老人男性。ゲーム参加者。
アディ
演 - ジャネル・ハチソン、日本語吹替 - 不明
アンブレラ保険会社のウィリアムの秘書の中年女性。ゲーム参加者。
アレン
演 - ショーン・アーメッド、日本語吹替 - 不明
アンブレラ保険会社の文書整理員の男性。ゲーム参加者。
アーロン
演 - ジェームズ・ギルバート、日本語吹替 - 不明
エミリー
演 - ラリッサ・ゴメス、日本語吹替 - 有賀由衣
ジーナ
演 - メラニー・スクロファーノ、日本語吹替 - 不明
デイブ
演 - ダライアス・マクラリー、日本語吹替 - 不明
シェルビー
演 - カレン・クリシェ、日本語吹替 - 不明
ジョッシュ
演 - ショーン・マシーソン、日本語吹替 - 不明
アンブレラ保険会社の勤務の6人の男女。ウィリアムの部下達で、ゲーム参加者。
ブレンド・アボット
演 - デヴォン・ボスティック、日本語吹替 - 不明
タラの息子。ゲーム参加者。父が病死している。
タラ・アボット
演 - ショーナ・マクドナルド、日本語吹替 - 不明
ブレンドの母。ゲーム参加者。夫が病死している。

### 警察
ダン・エリクソン
演 - マーク・ロルストン、日本語吹替 - 佐々木梅治
ジグソウ事件を終結させるべく捜査を続けるFBI捜査官。
リンジー・ペレーズ
演 - アシーナ・カーカニス、日本語吹替 - 甲斐田裕子
FBIの調査官。死んだストラムの相棒だった。ジグソウのトラップにかかり死亡したと思われていたが実は一命をとりとめており、そのことはエリクソンによって伏せられていた。ストラムが死亡したことで捜査に復帰するが、彼がジグソウの後継者ということに疑問を抱く。
アダム・ヘフナー医師
演 - ジェームズ・バン・パッテン、日本語吹替 - 不明
検死医師。

### その他の関係者
ジル・タック
演 - ベッツィ・ラッセル、日本語吹替 - 土井美加
ジグソウことジョンの元妻。ついに託された遺品の使用を決意する。
アマンダ・ヤング
演 - ショウニー・スミス、日本語吹替 - 幸田夏穂
ジグソウの弟子であり、ジョンを愛したゆえに、命を落とした女性。今作で彼女の重要な言動が明かされていく。
セシル・アダムズ
演 - ビリー・オーティス、日本語吹替 - 不明
麻薬中毒患者。アマンダの指示で行った強盗によりジルの子供を流産させてしまった男性。ジグソウのゲームの最初の被験者。
シモーネ・BETHSON
演 - タンデラ・ハワード、日本語吹替 - 不明
冒頭のゲーム参加者で、悪徳闇金融業の黒人女性。
エディ
演 - マーティ・モロー、日本語吹替 - 不明
冒頭のゲーム参加者で、悪徳闇金融業の白人男性。
コルベット・デンロン
演 - ニーヴ・ウィルソン、日本語吹替 - なし
3作目に出たジェフとリンの娘。